# Der blaue Max (Film)
Der blaue Max (Originaltitel The Blue Max) ist ein Flieger- und Kriegsfilm, der im Ersten Weltkrieg spielt und den Aufstieg und Fall eines aus einfachen Verhältnissen kommenden, sehr ehrgeizigen deutschen Jagdfliegers erzählt. Grundlage des Drehbuchs war der Roman The Blue Max von Jack D. Hunter aus dem Jahr 1964. Der Film besticht durch seine außergewöhnlichen Flugszenen.

## Handlung
Leutnant Bruno Stachel, ein junger Mann von kleinbürgerlicher Herkunft, kommt 1918, im letzten Jahr des Ersten Weltkrieges, nach zwei Jahren als Unteroffizier bei der Infanterie, frisch von der Fliegerschule in ein Jagdgeschwader. Mit seinem unverhüllten Ehrgeiz, möglichst bald durch 20 Abschüsse den Orden Pour le Mérite (Spitzname: Blauer Max als Hommage an Max Immelmann, seinen ersten Träger aus dem Bereich der Fliegertruppe) zu erlangen, eckt er in der vom Adel geprägten, einer aus seiner Sicht veralteten Ehrbegriffen verpflichteten und dekadenten Offizierskaste an. Es entspinnt sich insbesondere eine Rivalität mit Wilhelm „Willi“ von Klugermann, einem Fliegerass, dem nur noch ein einziger Abschuss bis zum „Blauen Max“ fehlt.
Gleich beim ersten Einsatz schießt Stachel ein feindliches Flugzeug ab. Da der Abschuss nicht durch einen Beobachter bestätigt werden konnte, wird er zu Stachels Enttäuschung nicht gezählt. Bei seinem nächsten Einsatz kämpft er gegen eine mit zwei Mann besetzte britische Maschine. Der Bordschütze fällt durch Stachels Beschuss aus. Stachel will dem dadurch wehrlosen Flieger eine Chance geben und auf seinem Flugplatz zur Landung zwingen. Kurz vor der Landung kommt jedoch der verwundete und vorübergehend bewusstlose Bordschütze wieder zu sich, sieht die deutsche Maschine und greift zu seinem Maschinengewehr, um wieder auf Stachel zu schießen. Stachel muss zurückschießen, und die britische Maschine stürzt auf dem deutschen Flugplatz ab, wobei beide Insassen getötet werden. Stachel wird darauf von Geschwaderführer Hauptmann Otto Heidemann, der die näheren Umstände nicht beobachten konnte, der Unehrenhaftigkeit verdächtigt. Seiner Meinung nach wollte Stachel diesmal nur genug Zeugen für einen Abschuss haben. Das angeblich kaltschnäuzige Verhalten Stachels wird jedoch von General Graf von Klugermann (Willis Onkel) geschätzt. Der General ist auch der Meinung, dass Helden wie Stachel, aus einfachen Verhältnissen kommend, im Rahmen der allgemeinen Kriegsmüdigkeit zwecks Kriegspropaganda nützlich sind. Auch die Frau des Generals, Käti, welche mit Willi ein sexuelles Verhältnis unterhält, scheint am kühlen und ehrgeizigen Stachel Gefallen zu finden.
Bei einem Einsatz sieht Stachel zwei britische Flugzeuge, die den Freiherrn von Richthofen, den Roten Baron, bedrängen. Er schießt eines ab, wird aber selbst verwundet und kann nur mit Mühe notlanden.
Er wird von Willi von Klugermann zum Geschwaderstützpunkt zurückgeholt. Dort trifft er auf von Richthofen, der sich für die Rettung bedankt und Stachel auffordert, in seine eigene Staffel zu kommen – was Stachel jedoch zur Enttäuschung Heidemanns ablehnt.
Als Retter von Richthofens wird Stachel nach Berlin beordert und überzeugt dort den Generalfeldmarschall, einen noch unausgereiften neuen Eindecker zum Kriegseinsatz zuzulassen. Er wird zu einem Gesellschaftsabend im Haus von General von Klugermann eingeladen. Er bleibt bis zuletzt und schläft dann mit Käti. Wieder an der Front, erfährt Willi von Klugermann wütend von dem Erfolg Stachels bei Käti. Bei einem gemeinsamen Einsatz fordert er Stachel zu einem waghalsigen Flugmanöver heraus. Beim Versuch der beiden Rivalen, sich gegenseitig zu übertreffen, stürzt Willi ab und stirbt.
Stachel gibt bei der Rückkehr an, dass zwei Abschüsse von Klugermann ihm zuzurechnen seien. Obwohl er wegen einer Ladehemmung seines Maschinengewehrs nur 40 Schüsse abgeben konnte, bleibt er bei seiner Version.
Bei einem Einsatz lässt sich Stachel, um seine 20 Abschüsse vollzumachen, gegen ausdrücklichen Befehl in einen Luftkampf ein. Der Hauptmann droht Stachel daraufhin mit dem Kriegsgericht, doch erneut wird dieser von oben gedeckt. Stachel reist zur Verleihung des Blauen Max nach Berlin. Dort finden bereits Antikriegsdemonstrationen statt. Stachel wird am Vorabend zur Verleihung des Blauen Max fürstlich einquartiert. Er bekommt in seinem Zimmer Besuch von der Gräfin. Sie eröffnet ihm, dass sie wegen der drohenden Niederlage plant, in die Schweiz zu flüchten, und bittet Stachel, sie zu begleiten. Empört lehnt dieser ab. Die Gräfin verlässt weinend das Zimmer.
Stachel wird am nächsten Tag der Blaue Max verliehen. Hauptmann Heidemann fliegt im Rahmen der Feierlichkeiten das erste Mal den neuen Eindecker. Währenddessen erfährt General von Klugermann am Telefon, dass seine gekränkte Frau die beiden unrechtmäßigen Abschüsse Stachels dem Generalfeldmarschall hinterbracht hat. Dieser fordert ein Kriegsgerichtsverfahren gegen Stachel. Der General fürchtet nun um den Ruf des Offizierskorps. Heidemann gibt nach seiner Landung an, dass der Eindecker eine Fehlkonstruktion und lebensgefährlich sei. Dieses wird vom General verschwiegen, als er Stachel sofort auffordert, nun selbst das neue Flugzeug zu besteigen und vor Publikum zu zeigen, was darin steckt. Stachel startet, ehe Heidemann eingreifen kann. Erwartungsgemäß bricht der Eindecker bei Stachels waghalsigen Manövern in der Luft auseinander und Stachel stürzt in den Tod, wodurch die befürchtete Schande durch das Kriegsgericht abgewendet wird. Stachel gilt nun posthum als Held.

## Rezeption
„Aufwändiger, technisch brillanter Kriegsfilm um eine Flugstaffel am Ende des Ersten Weltkrieges: ‚Der blaue Max‘, 1965 von dem englischen Regisseur John Guillermin inszeniert und nun farbrestauriert, besticht nicht nur mit packenden Luftkampfszenen, sondern auch durch seine interessante Dramaturgie der zwischenmenschlichen Beziehungen beim Militär. Der internationalen Top-Besetzung gelingt es auch im Dialog immer wieder, verhaltene Kritik am soldatischen Heldentum und Ehrenkodex anzubringen. ‚Blauer Max‘ nannten die Engländer den Orden ‚Pour le Mérite‘, die höchste deutsche Tapferkeitsauszeichnung während des Ersten Weltkrieges, zu dessen Trägern unter anderem Manfred Freiherr von Richthofen und der spätere Hitler-Paladin Hermann Göring gehörten.“

„Aufwendiges Kriegsspektakel im Jagdflieger-Milieu des Ersten Weltkrieges, im Stil der Traumfabrik inszeniert. Ein für damalige Verhältnisse technisches Meisterstück sind die Luftkampfaufnahmen.“

1967 gewann Wilfred Shingleton den British Film Academy Award für das Beste Szenenbild. Ferner wurde der Film für die Beste Kamera, Beste Kostüme und Bester Newcomer (Jeremy Kemp) nominiert. Im selben Jahr belegte George Peppard bei den Laurel Awards in der Kategorie Bester Hauptdarsteller in einem Drama einen fünften Platz.